# Árkus József
Árkus József (Nagykanizsa, 1930. november 1. – Budapest, 1992. szeptember 28.) magyar újságíró, humorista, konferanszié, a Ludas Matyi hetilap és a Parabola című szatirikus televízió-műsor főszerkesztője.

## Életpályája
Édesapja sörgyári munkás, édesanyja textilgyári kötőnő volt. Családja már gyermekkorában elhagyta Nagykanizsát. Kőbányán nőtt fel, a II. Rákóczi Ferenc gimnáziumban érettségizett 1949-ben. Egy évig dolgozik az Édességbolt Nemzeti Vállalatnál, majd sorkatonai szolgálatra hívták be Esztergomba. Nemsokára már politikai tisztként dolgozott, továbbképzésként a gellérthegyi újságíró-iskolába küldte a hadsereg. Újságírói diplomája megszerzését követően a Honvédelmi Minisztérium sajtóosztályának instruktora lett. Az 1956-os események a politikai tisztképző Sztálin Akadémián érték, év végén leszerelt.
A forradalom után kocsikísérőként dolgozott, majd 1957-től 1959-ig Az Autóbusz című üzemi lapnak írt. 1958-tól kezdve jelentek meg honvédelmi témájú könyvei. 1959-től 1964-ig az ELTE újságjának, az Egyetemi Lapoknak a felelős szerkesztője volt.
1965-ben a Magyar Rádióhoz hívták, ahol a központi szerkesztőség belpolitikai rovatának vezetőjeként dolgozott. Saját műsora az Apolitika-presszó volt. 1966 és 1975 között a Népszabadság munkatársa volt, ahol 1969-től "Egy hét" címen hetente megjelenő, a belpolitikai eseményeket szubjektív, ironikus módon összefoglaló rovata volt. 1976-tól vezette Tabi László utódjaként a Ludas Matyi élclapot 1990-ig, amikor a szerkesztőség jó részével együtt megalapította az Új Ludast, és ennek is főszerkesztője lett.
A Mikroszkóp Színpad házi szerzője volt és sokáig szerkesztette az újságíróbálra megjelenő alkalmi kiadványt, a Tollasbált, amely főleg pikáns női fotói miatt volt közismert.
1992-ben rákbetegségben hunyt el, egy hónappal 62. születésnapja előtt.

### A Parabola
Országos ismertséget Árkus Józsefnek a Magyar Televízió Parabola című műsora szerzett. A népszerűsége csúcsát a rendszerváltás idején elérő Parabola eredetileg komolyabb külpolitikai műsorként indult. Árkus 1972-ben vette át Varga Józseftől, és fokozatosan részben belpolitikai műsorrá fejlesztette, miközben egyre nagyobb szerepet kapott benne a közéleti humor.
A sikerét Árkus személyén túl annak köszönhette, hogy a felhasznált belföldi és külföldi mozgóképanyag köre, beleértve a televízióban addig csak játékfilmekben és korlátozottan adagolt meztelenséget, illetve a bejátszásokhoz hozzárendelt szatirikus kommentárok módszere újdonságot jelentett a magyar televíziózásban és humorban.

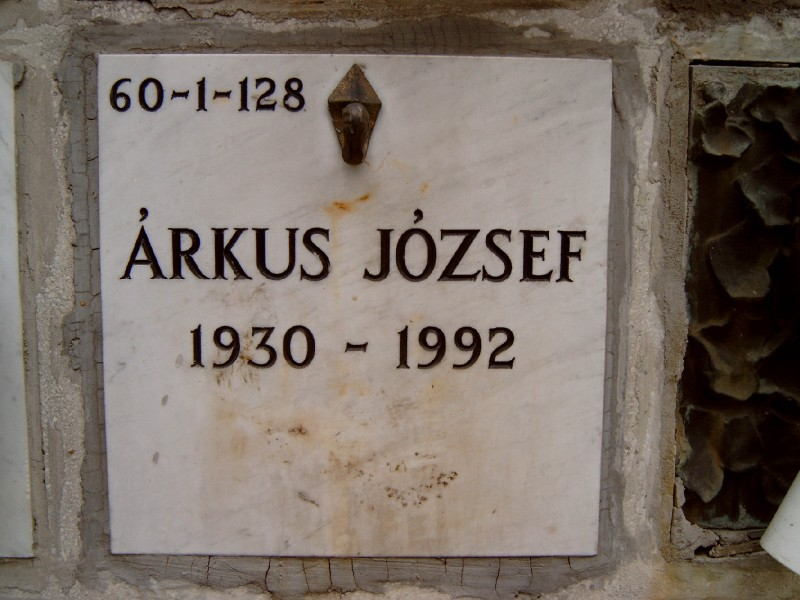
Árkus József urnafülkéje Budapesten (Farkasréti temető, 60-1-128. fülke)

„Senki őelőtte nem merészkedett olyan szférákba, mint a minduntalan összepuszilkodó vezető elvtársak, a mozgalmi dalok ügyetlen szövegei, Lenin macskája, Kádár metrójegye. Éles mondataival, tűhegyes találataival megostromolt olyan egykori erődítményeket is, mint a szocialista álparlament, a rendőrség, az agyonmisztifikált űrhajósok vagy az önmenedzselők maffiája” – írta róla a 2001-ben megjelent Humorlexikon.
1977-től került adásba a Parabola szilveszteri különkiadásként a Szuperbola.

## Díjai, elismerései
- SZOT-díj (1988)
- Táncsics Mihály-díj (1990)

## Írásai
- Vádol a magyar nép!, összeállította: Lengyel László és Árkus József, Zrínyi Nyomda, Budapest, 1958
- A bolgár néphadsereg, Zrínyi Honvéd Kiadó, Budapest, 1958
- Matrózok a viharban, Lengyel Lászlóval közösen, Zrínyi Kiadó, Budapest, 1959
- Lenin-fiúk – Emlékezés a Magyar Tanácsköztársaság hős védelmezőire, szerkesztette: Rábai Ferenc, Zrínyi Katonai Kiadó, Budapest, 1960
- Három nép hőse, Zrínyi Kiadó, Budapest, 1962
- A brüsszeli Magyar Század, Zrínyi Kiadó, Budapest, 1964
- Tűztengerben, Zrínyi Kiadó, Budapest, 1965
- Kettőslátás, Interpress, Budapest, 1985
- Le vagyunk értékelve, Kossuth, Debrecen, 1988